# João Miguel Marques
João Miguel Marques (Covilhã, Portugal, 1992), é um esquiador português. Com um vasto currículo e experiência internacional, é a maior referência do esqui alpino português. 

## Carreira
Foi o primeiro português a participar num campeonato do mundo de esqui alpino. Diversas vezes campeão nacional, João é representante da seleção nacional desde 2006 e representante de Portugal em provas de alto nível como:
- Campeonato do Mundo de Juniores em Formigal Espanha - 2008
- Festival Olímpico da Juventude Europeia em Szrycz Polónia - 2009
- Campeonato do Mundo de Juniores em Mont Blanc França - 2010
- Campeonato do Mundo em Garmisch Alemanha - 2011
- Campeonato do Mundo em Schladming Áustria - 2013

## Nível Nacional
- 1º No Optimus Ski Open - 2007

- Campeão Nacional de Infantes 2006/2007

- 1º Taça Lisboa do trofeu das comunidades Portuguesas - Suíça - 2008

- 4º Taça Serra da Estrela do troféu das comunidades Portuguesas - Suíça - 2008

- 10 Presenças em pódio em campeonatos nacionais (8 Vitórias)

- Campeão Nacional de Júniores 2009/2010

- Campeão Nacional Absoluto 2009/2010 em Slalom e Slalom Gigante

- Vice-campeão Nacional Absoluto 2010/2011

- Vice-campeão Nacional de Júniores 2010/2011

- Campeão Nacional Universitário 2012/2013

- Campeão Nacional de Júniores 2012/2013

- Campeão Nacional Absoluto 2012/2013

## Nível Internacional

### Infante I/II
- 15 Internacionalizações por Portugal em escalões inferiores a 15 anos.

- - Todas as maiores competições de sub-15 do mundo

- Trófeu Topolino
- Trófeu Borrufa
- Trófeu Zagales
- Trófeu La Scara

### Júnior I/II
- - 4 partidas em campeonatos do mundo

- - 5 partidas em campeonatos do mundo de Juniores

-Formigal 2008
-Chamonix 2010
- - 2 partidas em Festivais Olímpicos da Juventude

-Szczyrk 2009 
- - 32 corridas internacionais concluídas

- - 90 Participações em corridas internacionais

- - Primeiro resultado no top 50 Português em Mundiais

- - Primeiro resultado masculino no top 20 Português em provas FIS

- - Primeiro Português a ser seleccionado pela Federação Internacional para um programa de AID&PROMOTION - FIS CAMP

- - Melhor pontuação FIS de sempre de todos os atletas Portugueses na FIS

- - 3º Na categoria de Juniores II Trófeu Multiserveis Coprinceps - Soldeu 2010/2011